# Скифы (пьеса)
«Скифы» — трагедия древнегреческого драматурга V века до н. э. Софокла, текст которой практически полностью утрачен.
Пьеса посвящена одному из эпизодов мифа об аргонавтах. По одной из версий, на обратном пути из Колхиды «Арго» оказался у берегов страны скифов, где его догнал царь Ээт. Предположительно герои Софокла начали спор или устроили судебный процесс, на котором обсуждалась вина Медеи в убийстве её брата Апсирта. Защитники настаивали на смягчении вины из-за того, что брат был всего лишь единокровным.
Возможно, именно эту пьесу Луций Акций использовал как источник сюжетного материала для своей «Медеи».